# Juan Chapela
Juan Ramón Aldalur Lasa (nacido el 22 de diciembre de 1948 en Tolosa, Guipúzcoa, España) es un exfutbolista español. Jugaba de delantero y su primer club fue Deportivo de La Coruña.

## Carrera
Comenzó su carrera en 1967 jugando para el Deportivo de La Coruña. Jugó para el club hasta el año 1971. En ese año se pasó al Rayo Vallecano, donde definitivamente terminó su carrera en el año 1973, colgando sus botas.

## Clubes
| Club                   | País   | Año       |
| ---------------------- | ------ | --------- |
| Deportivo de La Coruña | España | 1967-1971 |
| Rayo Vallecano         | España | 1971-1973 |

- Datos: Q12391270